# Oleniok (miejscowość)
Oleniok (ros. Оленёк) – wieś w Rosji, w Jakucji, ośrodek administracyjny ułusu oleniockiego. W 2021 liczyła 2351 mieszkańców.